# Premi Oscar 1956
La 28ª edizione della cerimonia di premiazione degli Oscar si è tenuta il 21 marzo 1956 a Los Angeles, al RKO Pantages Theatre, condotta dall'attore comico Jerry Lewis.

## Vincitori e candidati
Vengono di seguito indicati in grassetto i vincitori. Ove ricorrente e disponibile, viene indicato il titolo in lingua italiana e quello in lingua originale tra parentesi.

### Miglior film
- Marty, vita di un timido (Marty), regia di Delbert Mann
- L'amore è una cosa meravigliosa (Love Is a Many-Splendored Thing), regia di Henry King
- La nave matta di Mister Roberts (Mister Roberts), regia di John Ford
- Picnic, regia di Joshua Logan
- La rosa tatuata (The Rose Tattoo), regia di Daniel Mann

### Miglior regia
- Delbert Mann - Marty, vita di un timido (Marty)
- Joshua Logan - Picnic
- John Sturges - Giorno maledetto (Bad Day at Black Rock)
- Elia Kazan - La valle dell'Eden (East of Eden)
- David Lean - Tempo d'estate (Summertime)

### Miglior attore protagonista
- Ernest Borgnine - Marty, vita di un timido (Marty)
- James Cagney - Amami o lasciami (Love Me or Leave Me)
- James Dean - La valle dell'Eden (East of Eden)
- Frank Sinatra - L'uomo dal braccio d'oro (The Man with the Golden Arm)
- Spencer Tracy - Giorno maledetto (Bad Day at Black Rock)

### Migliore attrice protagonista
- Anna Magnani - La rosa tatuata (The Rose Tattoo)
- Susan Hayward - Piangerò domani (I'll Cry Tomorrow)
- Katharine Hepburn - Tempo d'estate (Summertime)
- Jennifer Jones - L'amore è una cosa meravigliosa (Love Is a Many-Splendored Thing)
- Eleanor Parker - Oltre il destino (Interrupted Melody)

### Miglior attore non protagonista
- Jack Lemmon - La nave matta di Mister Roberts (Mister Roberts)
- Arthur Kennedy - L'imputato deve morire (Trial)
- Joe Mantell - Marty, vita di un timido (Marty)
- Sal Mineo - Gioventù bruciata (Rebel without a Cause)
- Arthur O'Connell - Picnic

### Migliore attrice non protagonista
- Jo Van Fleet - La valle dell'Eden (East of Eden)
- Betsy Blair - Marty, vita di un timido (Marty)
- Peggy Lee - Tempo di furore (Pete Kelly's Blues)
- Marisa Pavan - La rosa tatuata (The Rose Tattoo)
- Natalie Wood - Gioventù bruciata (Rebel without a Cause)

### Miglior sceneggiatura
- Paddy Chayefsky - Marty, vita di un timido (Marty)
- Millard Kaufman - Giorno maledetto (Bad Day at Black Rock)
- Richard Brooks - Il seme della violenza (Blackboard Jungle)
- Paul Osborn - La valle dell'Eden (East of Eden)
- Daniel Fuchs e Isobel Lennart - Amami o lasciami (Love Me or Leave Me)

### Migliori soggetto e sceneggiatura
- William Ludwig e Sonya Levien - Oltre il destino (Interrupted Melody)
- Betty Comden e Adolph Green - È sempre bel tempo (It's Always Fair Weather)
- Jacques Tati e Henri Marquet - Le vacanze del signor Hulot (Les vacances de Monsieur Hulot)
- Milton Sperling e Emmet Lavery - Corte marziale (The Court-Martial of Billy Mitchell)
- Melville Shavelson e Jack Rose - Eravamo sette fratelli (The Seven Little Foys)

### Miglior soggetto
- Daniel Fuchs - Amami o lasciami (Love Me or Leave Me)
- Nicholas Ray - Gioventù bruciata (Rebel without a Cause)
- Joe Connelly e Bob Mosher - La guerra privata del maggiore Benson (The Private War of Major Benson)
- Jean Marsan, Henry Troyat, Jacques Perret, Henri Verneuil e Raoul Ploquin - Il montone a cinque zampe (Le mouton à cinq pattes)
- Beirne Lay Jr. - Aquile nell'infinito (Strategic Air Command)

### Miglior fotografia
- Bianco e nero
  - James Wong Howe - La rosa tatuata (The Rose Tattoo)
  - Russell Harlan - Il seme della violenza (Blackboard Jungle)
  - Arthur E. Arling - Piangerò domani (I'll Cry Tomorrow)
  - Joseph LaShelle - Marty, vita di un timido (Marty)
  - Charles Lang - L'ape regina (Queen Bee)

- Colore
  - Robert Burks - Caccia al ladro (To Catch a Thief)
  - Harry Stradling Sr. - Bulli e pupe (Guys and Dolls)
  - Leon Shamroy - L'amore è una cosa meravigliosa (Love Is a Many-Splendored Thing)
  - Harold Lipstein - A Man Called Peter
  - Robert Surtees - Oklahoma!

### Miglior scenografia
- Bianco e nero
  - Hal Pereira, Tambi Larsen, Sam Comer e Arthur Krams - La rosa tatuata (The Rose Tattoo)
  - Cedric Gibbons, Malcolm Brown, Edwin B. Willis e Hugh B. Hunt - Piangerò domani (I'll Cry Tomorrow)
  - Cedric Gibbons, Randall Duell, Edwin B. Willis e Henry Grace - Il seme della violenza (Blackboard Jungle)
  - Joseph C. Wright e Darrell Silvera - L'uomo dal braccio d'oro (The Man with the Golden Arm)
  - Edward S. Haworth, Walter Simonds e Robert Priestley - Marty, vita di un timido (Marty)

- Colore
  - William Flannery, William Flannery e Robert Priestley - Picnic
  - Lyle Wheeler, John DeCuir, Walter M. Scott e Paul S. Fox - Papà gambalunga (Daddy Long Legs)
  - Oliver Smith, Joseph C. Wright e Howard Bristol - Bulli e pupe (Guys and Dolls)
  - Lyle Wheeler, George W. Davis, Walter M. Scott e Jack Stubbs - L'amore è una cosa meravigliosa (Love Is a Many-Splendored Thing)
  - Hal Pereira, Joseph McMillan Johnson, Sam Comer e Arthur Krams - Caccia al ladro (To Catch a Thief)

### Migliori costumi
- Bianco e nero
  - Helen Rose - Piangerò domani (I'll Cry Tomorrow)
  - Beatrice Dawson - The Pickwick Papers
  - Jean Louis - L'ape regina (Queen Bee)
  - Edith Head - La rosa tatuata (The Rose Tattoo)
  - Tadaoto Kainoscho - I racconti della luna pallida d'agosto (Ugetsu)

- Colore
  - Charles LeMaire - L'amore è una cosa meravigliosa (Love Is a Many-Splendored Thing)
  - Irene Sharaff - Bulli e pupe (Guys and Dolls)
  - Helen Rose - Oltre il destino (Interrupted Melody)
  - Edith Head - Caccia al ladro (To Catch a Thief)
  - Charles LeMaire e Mary Wills - Il favorito della grande regina (The Virgin Queen)

### Migliori effetti speciali
- Paramount Studio - I ponti di Toko-Ri (The Bridges at Toko-Ri)
- Associated British Picture Corporation - I guastatori delle dighe (The Dam Busters)
- 20th Century-Fox Studio - Le piogge di Ranchipur (The Rains of Ranchipur)

### Miglior montaggio
- Charles Nelson e William A. Lyon - Picnic
- Ferris Webster - Il seme della violenza (Blackboard Jungle)
- Gene Ruggiero e George Boemler - Oklahoma!
- Alma Macrorie - I ponti di Toko-Ri (The Bridges at Toko-Ri)
- Warren Low - La rosa tatuata (The Rose Tattoo)

### Miglior sonoro
- Fred Hynes e Todd-AO Sound Department - Oklahoma!
- Watson Jones e Radio Corporation of America Sound Department - Nessuno resta solo (Not As a Stranger)
- Carl W. Faulkner e 20th Century-Fox Studio Sound Department - L'amore è una cosa meravigliosa (Love Is a Many-Splendored Thing)
- Wesley C. Miller e Metro-Goldwyn-Mayer Studio Sound Department - Amami o lasciami (Love Me or Leave Me)
- William A. Mueller e Warner Bros. Studio Sound Department - La nave matta di Mister Roberts (Mister Roberts)

### Migliore colonna sonora
- Film musicale
  - Robert Russell Bennett, Jay Blackton e Adolph Deutsch - Oklahoma!
  - Alfred Newman - Papà gambalunga (Daddy Long Legs)
  - Jay Blackton e Cyril J. Mockridge - Bulli e pupe (Guys and Dolls)
  - André Previn - È sempre bel tempo (It's Always Fair Weather)
  - Percy Faith e George Stoll - Amami o lasciami (Love Me or Leave Me)

- Film drammatico o commedia
  - Alfred Newman - L'amore è una cosa meravigliosa (Love Is a Many-Splendored Thing)
  - Max Steiner - Prima dell'uragano (Battle Cry)
  - Elmer Bernstein - L'uomo dal braccio d'oro (The Man with the Golden Arm)
  - George Duning - Picnic
  - Alex North - La rosa tatuata (The Rose Tattoo)

### Miglior canzone
- "Love Is a Many-Splendored Thing", musica di Sammy Fain, testo di Paul Francis Webster - L'amore è una cosa meravigliosa (Love Is a Many-Splendored Thing)
- "I'll Never Stop Loving You", musica Nicholas Brodszky, testo di Sammy Cahn - Amami o lasciami (Love Me or Leave Me)
- "Something's Gotta Give", musica e testo di Johnny Mercer - Papà gambalunga (Daddy Long Legs)
- "(Love Is) The Tender Trap", musica di James Van Heusen, testo di Sammy Cahn - Il fidanzato di tutte (The Tender Trap)
- "Unchained Melody", musica di Alex North, testo di Hy Zaret - Senza catene (Unchained)

### Miglior documentario
- Helen Keller in Her Story, regia di Nancy Hamilton
- Heartbreak Ridge (Crèvecoeur), regia di Jacques Dupont

### Miglior cortometraggio
- Survival City, regia di Anthony Muto
- Gadgets Galore, regia di Robert Youngson
- 3rd Ave. El, regia di Carson Davidson
- Three Kisses, regia di Justin Herman

### Miglior cortometraggio a 2 bobine
- The Face of Lincoln, regia di Wilbur T. Blume
- The Battle of Gettysburg, regia di Herman Hoffman
- On the Twelfth Day..., regia di Wendy Toye
- Svizzera (Switzerland), regia di Ben Sharpsteen
- 24 Hour Alert, regia di Cedric Francis

### Miglior cortometraggio documentario
- Uomini contro l'Artide (Men Against the Arctic), regia di Winston Hibler
- The Battle of Gettysburg, regia di Herman Hoffman
- The Face of Lincoln, regia di Wilbur T. Blume

### Miglior cortometraggio d'animazione
- Piè veloce Gonzales (Speedy Gonzales), regia di Friz Freleng
- Good Will to Men, regia di Joseph Barbera e William Hanna
- The Legend of Rockabye Point, regia di Tex Avery
- La stagione della caccia, regia di Jack Hannah

## Premi speciali

### Premio onorario al miglior film straniero
- Zoku Miyamoto Musashi: ichijoji no ketto (Miyamoto Musashi), regia di Hiroshi Inagaki (Giappone)